# Albrecht Mertz von Quirnheim

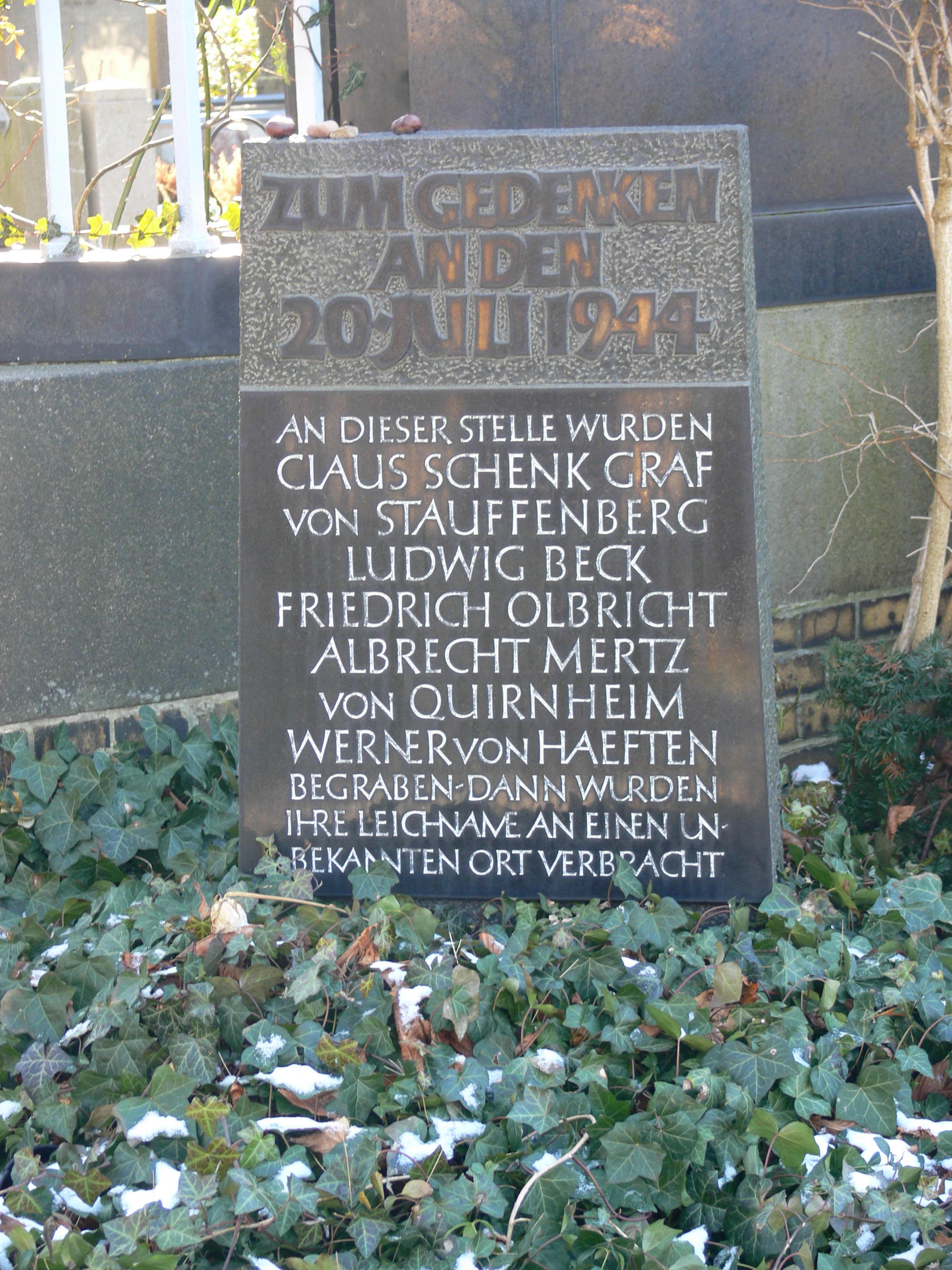
Minnessten på Alter St.-Matthäus-Kirchhof, där Claus Schenk von Stauffenberg, Ludwig Beck, Friedrich Olbricht, Albrecht Mertz von Quirnheim och Werner von Haeften kortvarigt var begravda.

Albrecht Mertz von Quirnheim, född 25 mars 1905 i München, död 21 juli 1944 i Berlin, var en tysk officer (överste) och en av de sammansvurna som deltog i 20 juli-attentatet mot Adolf Hitler.

## Biografi
Vid början av andra världskriget 1939 tjänstgjorde Mertz von Quirnheim som stabsofficer vid den tyska generalstaben. Efter att Operation Barbarossa, Nazitysklands angrepp på Sovjetunionen, hade inletts i juni 1941 förespråkade han mild behandling av den ryska civilbefolkningen; han hamnade då i konflikt med riksministern för de ockuperade områdena i öster, Alfred Rosenberg, och rikskommissarien i Ukraina, Erich Koch. Året därpå befordrades Quirnheim till överstelöjtnant och utsågs till stabschef för 24:e armékåren vid östfronten. Han fördjupade under denna tid sina kontakter med de tyska officerare och jurister som planerade att döda Adolf Hitler. Hösten 1943 anslöt han sig till den inre kretsen som skulle planera och genomföra attentatet. Tillsammans med Claus Schenk von Stauffenberg och Friedrich Olbricht drog han upp planerna för 20 juli-attentatet och kuppförsöket, Operation Valkyria.
Mertz von Quirnheim efterträdde i juni 1944 Stauffenberg som stabschef vid arméhögkvarteret i Berlin och fick då tillgång till information om var Hitler befann sig vid olika tillfällen. Stauffenberg blev i sin tur utnämnd till stabschef vid överkommandot för reservarmén vid krigsministeriet, inhyst i Bendlerblock i Berlin. Stauffenberg kom att närvara vid flera av Hitlers militära konferenser och bar vid två tillfällen i början av juli 1944 med sig en bomb i sin portfölj. De sammansvurna hade velat att även Heinrich Himmler skulle vara närvarande och att man då kunde döda både Führern och Reichsführer-SS. Denna plan fick man dock skrinlägga, eftersom det visade sig att Himmler sällan närvarade vid Hitlers konferenser.
I mitten av juli uppkom rykten att Gestapo hade varskotts om sammansvärjningen och Stauffenberg och Mertz von Quirnheim bestämde då att utföra attentatet vid nästa tillfälle som gavs, den 20 juli. På förmiddagen flög Stauffenberg och hans adjutant Werner von Haeften till Hitlers högkvarter i Rastenburg i Ostpreussen, där den förre placerade en kraftig sprängladdning i konferensrummet. Klockan 12:40 lokal tid detonerade laddningen och Stauffenberg och von Haeften återvände till Berlin i tron att Hitler var död. Några timmar senare nåddes arméhögkvarteret i Berlin av nyheten att Hitler hade överlevt. De sammansvurna hade hoppats att reservarmén skulle kunna mobiliseras och efter Hitlers död ta över den militära makten i Nazityskland. Det faktum att Hitler överlevt grusade dessa planer.
Omkring klockan 19:00 var Hitler i stånd att själv ta kontakt med Berlin och beordrade major Otto Ernst Remer att kväsa upproret. Flera motståndsmän bytte då sida för att söka rädda sitt skinn, däribland reservarméns befälhavare Friedrich Fromm, som vid cirka klockan 23:00 hade situationen under kontroll. Stauffenberg, Mertz von Quirnheim, von Haeften och Olbricht arresterades och dömdes till döden för högförräderi. Omkring tio minuter över midnatt den 21 juli fördes de fyra ut på gården till krigsministeriet och arkebuserades.